# Богородск
Богородск (на руски: Богородск) е град в Русия, административен център на Богородски район, Нижегородска област. Населението на града към 1 януари 2018 година е 34 240 души.